# Warangal Airport
Warangal Airport är en flygplats i Indien.   Den ligger i distriktet Warangal och delstaten Telangana, i den centrala delen av landet, 1 200 km söder om huvudstaden New Delhi. Warangal Airport ligger 288 meter över havet.
Terrängen runt Warangal Airport är platt. Runt Warangal Airport är det tätbefolkat, med 343 invånare per kvadratkilometer. Närmaste större samhälle är Warangal, 9,7 km norr om Warangal Airport. Trakten runt Warangal Airport består till största delen av jordbruksmark.